# Liste des monuments historiques de Ham
Cette page regroupe l'ensemble des monuments classés de la ville de Ham.
| Objet                                              | Statut du classement? | Année de construction/architecte | Section communale | Adresse          | Coordonnées                      | Numéro d'inventaire | Illustration                                       |
| -------------------------------------------------- | --------------------- | -------------------------------- | ----------------- | ---------------- | -------------------------------- | ------------------- | -------------------------------------------------- |
| (nl) Parochiekerk Sint-Lambertus                   | OL000652              |                                  | Kwaadmechelen     | Dorpsstraat 16   | 51° 06′ 06″ nord, 5° 08′ 49″ est | 21815               | (nl) Parochiekerk Sint-Lambertus                   |
| (nl) Pastorie                                      |                       |                                  | Kwaadmechelen     | Dorpsstraat 21   | 51° 06′ 04″ nord, 5° 08′ 54″ est | 21816               | Téléverser                                         |
| (nl) Onze-Lieve-Vrouwekapel 1919                   |                       |                                  | Kwaadmechelen     | Processiestraat  | 51° 06′ 09″ nord, 5° 08′ 17″ est | 21817               | Téléverser                                         |
| (nl) Sint-Annakapel ANNO 1860                      |                       |                                  | Kwaadmechelen     | Kanaalstraat     | 51° 06′ 01″ nord, 5° 08′ 29″ est | 21819               | Téléverser                                         |
| (nl) Langgestrekte hoeve                           |                       |                                  | Kwaadmechelen     | Kanaalstraat 60  | 51° 05′ 59″ nord, 5° 08′ 14″ est | 21821               | Téléverser                                         |
| (nl) Parochiekerk Onze-Lieve-Vrouw-Hemelvaart 1840 | OL002087              |                                  | Kwaadmechelen     | Kerkstraat       | 51° 05′ 02″ nord, 5° 06′ 18″ est | 21823               | (nl) Parochiekerk Onze-Lieve-Vrouw-Hemelvaart 1840 |
| (nl) Onze-Lieve-Vrouwekapel 1864                   |                       |                                  | Kwaadmechelen     | Broekstraat      | 51° 06′ 33″ nord, 5° 08′ 26″ est | 21824               | Téléverser                                         |
| (nl) Parochiekerk Onze-Lieve-Vrouw-Geboorte        | OL000399              |                                  | Oostham           | Heldenplein      | 51° 06′ 14″ nord, 5° 10′ 42″ est | 21825               | (nl) Parochiekerk Onze-Lieve-Vrouw-Geboorte        |
| (nl) Herenhuis dubbelhuistype                      |                       |                                  | Oostham           | Heldenplein 2    | 51° 06′ 16″ nord, 5° 10′ 48″ est | 21826               | Téléverser                                         |
| (nl) Hoeve                                         | OL002168              |                                  | Oostham           | Gerhees 30       | 51° 06′ 57″ nord, 5° 11′ 37″ est | 21830               | Téléverser                                         |
| (nl) Pastorie dubbelhuis                           | OL000391              |                                  | Oostham           | Pastoriestraat 5 | 51° 05′ 52″ nord, 5° 10′ 26″ est | 21832               | Téléverser                                         |
| (nl) Hoeve met losse bestanddelen                  |                       |                                  | Oostham           | Langven 38       | 51° 06′ 58″ nord, 5° 10′ 42″ est | 83598               | Téléverser                                         |
| (nl) Hoeve met losse bestanddelen                  |                       |                                  | Oostham           | Langven          | 51° 07′ 01″ nord, 5° 10′ 45″ est | 83599               | Téléverser                                         |
| (nl) Kleine hoeve                                  |                       |                                  | Oostham           | Pastoriestraat 6 | 51° 05′ 51″ nord, 5° 10′ 24″ est | 83768               | Téléverser                                         |
| (nl) Schans van Gerhees                            | OL002168              |                                  | Oostham           | Boskant          | 51° 06′ 35″ nord, 5° 12′ 20″ est | 200395              | Téléverser                                         |